# Alba Maria Orselli
Alba Maria Orselli (Lugo, 7 agosto 1934 – Ravenna, 17 giugno 2022) è stata una storica italiana, per anni professoressa ordinaria di Storia del cristianesimo antico nell'Università di Bologna - sede di Ravenna, tra le maggiori specialiste nel campo della ricerca agiografica e della Tarda Antichità.

## Biografia
Allieva di Eugenio Dupré Theseider, ebbe anche modo di studiare a contatto con Giorgio Cencetti e Ignazio Luzzatto e approfondì particolarmente la Letteratura Cristiana Antica (ellenofona e latinofona), dotandosi inoltre di una solida preparazione nelle discipline giuridiche per aver sostenuto tutti gli esami del corso di Laurea in Giurisprudenza, compresi Filosofia del diritto, Diritto romano e Diritto canonico.
Usufruì di una borsa di studio ministeriale annuale (a.a. 1962-1963) presso l'insegnamento di Storia del Cristianesimo dell'Università di Bologna tenuto dal prof. Serafino Prete e presso l'Istituto di Diritto Romano dell'Ateneo di Roma con il prof. Edoardo Volterra. Titolare di insegnamento nella scuola secondaria superiore a Bologna (1963-1966), contemporaneamente esplicava le funzioni di assistente volontario all'insegnamento, poi cattedra, di Storia del Cristianesimo, di cui dall'a.a. 1963-1964 divenne titolare il prof. Francesco Saverio Pericoli Ridolfini.
Nel 1966 diventò assistente di ruolo di Storia del Cristianesimo; fu incaricata dell'insegnamento di Storia del Cristianesimo dall'a.a. 1970-1971, stabilizzata dall'a.a. 1973-1974, associata confermata dal 1980. Nel 2000 impartì il corso di storia romana tardoantica presso l’università telematica Uninettuno. Nel 2012 tenne un seminario presso l’università di Bologna dal titolo “Le migrazioni dei culti santoriali fra oriente e occidente. Lessico e schemi ideologico-sociali: l’esempio di Santa Tecla”.

## Campi d'azione
Centro dei suoi interessi è stato l'analisi della mentalità storico-religiosa di strati ampi della popolazione, soprattutto cittadina - ma non solo - prendendo come campioni le città di Ravenna, Bologna e Pavia tra le altre. Tali campioni sono sempre stati assunti nel contesto delle problematiche europee, con attenzione all'area gallo-franca e carolingia, nonché al mondo protobizantino. 
Ha poi sviluppato una profonda e supportata analisi delle forme storiche della religiosità cittadina dal Tardo Antico al Medioevo. A fondamento di tali analisi fra l'altro ha percorso il filone filologico-semantico della ricerca lessicale, lavorando perciò presso il Thesaurus Linguae Latinae di Monaco di Baviera nell'anno 1964.
Ha indagato la penetrazione del Cristianesimo nel mondo delle campagne, anche in contesto monastico, nell'ambito emiliano e romagnolo, all'interno della problematica sulle culture popolari, ma i suoi contributi più importanti vertono sulla storia della mentalità religiosa cristiana tardo antica, non solo nelle sue espressioni cultuali, ma nei suoi presupposti dottrinali e ideologici, e specificamente su
1. la figura del Santo patrono della città medievale nel passaggio dal Tardo Antico all'Alto Medioevo, il ruolo del vescovo nella città tardoantica
2. il rapporto con il sacro attraverso il simbolo e l'uomo santo (monaco, vescovo ecc.)
3. la storia del monachesimo antico
4. l'immaginario religioso della città tardoantica e medievale e i modelli della città cristiana;
5. la santità militare nell'impero dei Romani
6. la storia religiosa delle società locali italiane (Esarcato, Pentapoli, Pavia) nel trapasso dal regime bizantino all'Alto Medioevo
7. il sistema simbolico del Tardoantico cristiano

## Opere principali
- Alba Maria Orselli, Epifanie e scomparse di città nelle fonti testuali tardoantiche, in A. Augenti (a cura di), Le città italiane tra la tarda Antichità e l'alto Medioevo : Atti del convegno (Ravenna, 26-28 febbraio 2004), Firenze, 2006,  pp. 17-25, ISBN 8878144762.
- Alba Maria Orselli, Ravenna basileousa polis nella memoria della storiografia umanistica e rinascimentale, in Ravenna da capitale imperiale a capitale esarcale : Atti del XVII Congresso Internazionale di Studio sull'Alto Medioevo : Ravenna, 6-12 giugno 2004, Spoleto, 2005,  pp. 593-614, ISBN 8879881167.
- Alba Maria Orselli, Lo spazio dei santi, in Uomo e spazio nell'alto Medioevo : settimane di studio del Centro italiano di studi sull'alto Medioevo, 50. : 4-8 aprile 2002, Spoleto, 2003,  pp. 855-890, ISBN 8879880497.
- Alba Maria Orselli, L'immaginario religioso urbico, in A. Vasina (a cura di), La storiografia di Eugenio Duprè Theseider, Roma, 2002,  pp. 291-305, ISBN non esistente.
- Alba Maria Orselli, Santi re e santi imperatori nell'Occidente medievale, in F. Cardini e M. Saltarelli (a cura di), Per me reges regnant : La regalità sacra nell'Europa medievale, Siena, 2002,  pp. 97-118, ISBN 8884740290.
- Alba Maria Orselli, Il vescovo del Tardoantico, in B. Buscaroli e R. Sernicola (a cura di), Petronio e Bologna, il volto di una storia: arte, storia e culto del Santo Patrono : Bologna, Palazzo di Re Enzo e del Podestà, 24 novembre 2001-24 febbraio 2002, Ferrara, 2001,  pp. 29-32, ISBN 8888051090.
- Alba Maria Orselli, L'idée chrétienne de la ville: quelques suggestions pour l'Antiquité Tardive et le haut Moyen Age, in G. P. Brogiolo e B. Ward-Perkins (a cura di), The Idea and Ideal of the Town between Late Antiquity and the Early Middle Ages, Leiden, 1999,  pp. 181-193, ISBN 9004109013.
- Alba Maria Orselli, Simboli della città cristiana fra Tardoantico e Medioevo, in F. Cardini (a cura di), La città e il sacro, Milano, 1994,  pp. 419-450, ISBN 8876442154.
- Alba Maria Orselli, Santità militare e culto dei santi militari nell'impero dei romani tra V e X secolo, Bologna, 1993, ISBN non esistente.
- Alba Maria Orselli, La Chiesa di Ravenna tra coscienza della istituzione e tradizione cittadina, in Storia di Ravenna, vol. 2.2, Ravenna-Venezia, 1992,  pp. 405-422, ISBN 8831756788.
- Alba Maria Orselli, Italien, C. Kirchengeschichte, I. Von den Ursprüngen bis ins 10. Jahrhundert, in Lexikon des Mittelalters, vol. 5, München, 1991,  coll. 745-751, ISBN 3760888410.
- Alba Maria Orselli, Santi e città : santi e demoni urbani fra tardoantico e alto medioevo, in Santi e demoni nell'alto Medioevo occidentale : secoli 5.-11. : settimane di studio del Centro italiano di studi sull'alto Medioevo, 36. : 7-13 aprile 1988, Spoleto, 1989,  pp. 783-835, ISBN non esistente.
- Alba Maria Orselli, Tipologie del demoniaco nel Tardo Antico cristiano, in M. Chiabo e F. Doglio (a cura di), Diavoli e mostri in scena dal Medio Evo al Rinascimento : convegno di studi : Roma, 30 giugno-3 luglio 1988, Viterbo, 1989,  pp. 21-38, ISBN non esistente.
- Alba Maria Orselli, Il monachesimo in Occidente: dalle origini all'età carolingia, in La storia : i grandi problemi dal Medioevo all'età contemporanea, vol. 1, Torino, 1988,  pp. 325-343, ISBN 8802039925.
- Alba Maria Orselli, Tempo città e simbolo fra Tardoantico e Alto Medioevo, Ravenna, 1984, ISBN non esistente.
- Alba Maria Orselli, L'immaginario religioso della città medievale, Ravenna, 1984, ISBN non esistente.
- Alba Maria Orselli, L'idea e il culto del santo patrono cittadino nella letteratura latina cristiana, Bologna, 1965, ISBN non esistente.

## Organismi culturali
È stata membro dei seguenti organismi culturali:
- membro della Society for the Study of the Crusades and the Latin East  dal 1983
- socio corrispondente della Deputazione di Storia Patria per le Provincie di Romagna dal 1980;
- socio della Società di Studi Romagnoli dal 1963;
- membro della Fondazione europea per la scienza;
- membro del Consiglio di Amministrazione dell'Istituzione Biblioteca Classense  di Ravenna;
- socio corrispondente dell'Accademia delle Scienze di Bologna

## Riconoscimenti
La Fondazione Rotary del Rotary International le ha conferito il 1º giugno 2004 il titolo di Paul Harris Fellow, " in segno di apprezzamento e riconoscenza per il suo tangibile e significativo apporto nel promuovere una miglior comprensione reciproca e amichevoli relazioni fra i popoli di tutto il mondo ".
| Controllo di autorità | VIAF (EN) 34776011 · ISNI (EN) 0000 0000 6120 2408 · SBN CFIV054928 · BAV 495/92466 · LCCN (EN) n80042384 · GND (DE) 188439412 · BNF (FR) cb15597966p (data) |